# Stefania Krupa
Stefania Krupa (ur. 14 grudnia 1909 w Warszawie, zm. 24 września 1981 w Szczecinie) – gimnastyczka, nauczycielka wf, olimpijka z Berlina 1936.

## Życiorys
Urodziła się 14 grudnia 1909 w Warszawie . Była córką Wojciecha Gawałkiewicza i Ludwiki z domu Brańskiej. Karierę gimnastyczki rozpoczęła w 1926 w klubie Sokół Warszawa. W 1929 i 1931 wygrała dwukrotnie tzw. Zawody Gimnastyczne o Pierwszeństwo. W 1936 uczestniczyła w igrzyskach olimpijskich w Berlinie zajmując 6. miejsce w gimnastyce sportowej w wieloboju. Indywidualnie w tej samej konkurencji zajęła 49 miejsce.
W latach 1926–1939 reprezentowała klub Sokół Warszawa. Uczestniczka (ps. „Mama”) powstania warszawskiego (zgrupowanie „Ruczaj”). Po wojnie działaczka sportowa i międzynarodowa sędzia.
Na igrzyskach olimpijskich w 1936 r. wystartowała w 3-boju drużynowym, zajmując w nim 6 miejsce.